# Jurij Łonczakow
Jurij Walentinowicz Łonczakow, ros. Юрий Валентинович Лончаков (ur. 4 marca 1965 w mieście Bałchasz w obwodzie dżezkazgańskim (ZSRR), obecnie Kazachstan) – pułkownik sił powietrznych, kosmonauta rosyjski, dyrektor Centrum Wyszkolenia Kosmonautów im. J. Gagarina.

## Wykształcenie i służba wojskowa
- 1982 – w Aktiubińsku ukończył szkołę średnią. Równocześnie miał zajęcia w szkole dla młodych lotników im. Wiktora I. Pacajewa przy Aktjubińskiej Wyższej Szkole Lotnictwa Cywilnego.
- 1986 – został absolwentem Wyższej Wojskowej Szkoły Lotniczej im. Iwana S. Połbina w Orenburgu. Później służył w różnych jednostkach sił powietrznych Floty Bałtyckiej. Latał na samolotach Jak-52, Aero L-29 Delfin, Aero L-39 Albatros, Su-24, A-50, Tu-16 i Tu-134.
- 1998 – ukończył Wojskowo-Lotniczą Akademię Inżynieryjną im. N. J. Żukowskiego w Moskwie.

Podczas służby Łonczakow wylatał ponad 1 500 godzin.

## Kariera kosmonauty
- 1997 – 28 lipca decyzją Państwowej Komisji Międzyresortowej (ГМВК) oficjalnie został kosmonautą sił powietrznych (grupa WWS-13) i rozpoczął przeszkolenie podstawowe.
- 1999 – w listopadzie po zakończeniu kursu podstawowego zdobył uprawnienia kosmonauty-badacza.
- 2000 – od stycznia przez 5 miesięcy trenował w grupie kosmonautów przygotowujących się do lotów na Międzynarodową Stację Kosmiczną. We wrześniu został mianowany specjalistą misji w załodze STS-100. Od października przez 6 miesięcy przechodził szkolenie w Centrum Lotów Kosmicznych imienia Lyndona B. Johnsona.
- 2001 – od 19 kwietnia do 1 maja uczestniczył w wyprawie STS-100.
- 2002 – w marcu został dowódcą rezerwowej załogi Sojuza TMA-1, która miała dotrzeć z krótkotrwałą wizytą na Międzynarodową Stację Kosmiczną. Razem z nim w załodze znalazł się Aleksandr Łazutkin. Jesienią z podstawowego składu wycofany został James Bass (miał być trzecim kosmicznym turystą). Jego miejsce zajął Jurij Łonczakow. Start do blisko 11-dniowej misji odbył się 30 października.
- 2003 – został dowódcą oddziału rosyjskich kosmonautów.
- 2005 – rozpoczął szkolenie w grupie kosmonautów kandydujących do lotów na Międzynarodową Stację Kosmiczną w ramach 15, 16 i 17 ekspedycji, ale ostatecznie nie wziął udziału w żadnej z tych misji.
- 2006 – w czerwcu wspólnie z Olegiem Skripoczką oraz Olegiem Artiemiejewem w Sewastopolu na Ukrainie przeszedł trening na wypadek nieprzewidzianego lądowania Sojuza na wodzie.
- 2007 – 12 lutego został mianowany przez NASA dowódcą załogi rezerwowej 18 stałej załogi ISS, której start zaplanowano na październik 2008[1].
- 2008 – 11 lutego NASA oficjalnie ogłosiła skład podstawowej załogi Ekspedycji 19, którą po raz pierwszy rozbudowano do 6 astronautów[2]. Łonczakow w maju 2009 miał dowodzić statkiem kosmicznym Sojuz TMA-15, a po przycumowaniu do ISS pełnić funkcję inżyniera pokładowego stacji. W maju jednak lekarze wycofali z podstawowej załogi Ekspedycji 18 Saliżana Szaripowa. W tej sytuacji automatycznie jego miejsce zajął Jurij Łonczakow. 12 października razem z Edwardem Fincke (dowódca 18 załogi) oraz kosmicznym turystą Richardem Garriottem wystartował w kosmos na pokładzie Sojuza TMA-13.
- 2009 – 8 kwietnia na pokładzie Sojuza TMA-13 ląduje w Kazachstanie.
- 2012 – 26 listopada Roskosmos i NASA oficjalnie ogłosiły skład podstawowej załogi Ekspedycji 43/44. Łonczakow w marcu 2015 miał dowodzić statkiem kosmicznym Sojuz TMA-16M, a po przycumowaniu do ISS pełnić funkcję inżyniera pokładowego stacji w Ekspedycji 43 i być dowódcą stacji w Ekspedycji 44.
- 2013 – z dniem 14 września zrezygnował z pracy. Jego miejsce w planowanych ekspedycjach zajął Giennadij Padałka.
- 2014 – 7 kwietnia został mianowany dyrektorem Centrum Wyszkolenia Kosmonautów im. J. Gagarina w Gwiezdnym Miasteczku pod Moskwą[3] zastępując na tym stanowisku Siergieja Krikalowa, którego kontrakt zakończył się 27 marca i nie został przedłużony.

## Loty kosmiczne
- STS-100 (Endeavour F-16); Misja STS-100. Jurij Łonczakow (z prawej) i Chris Hadfield.

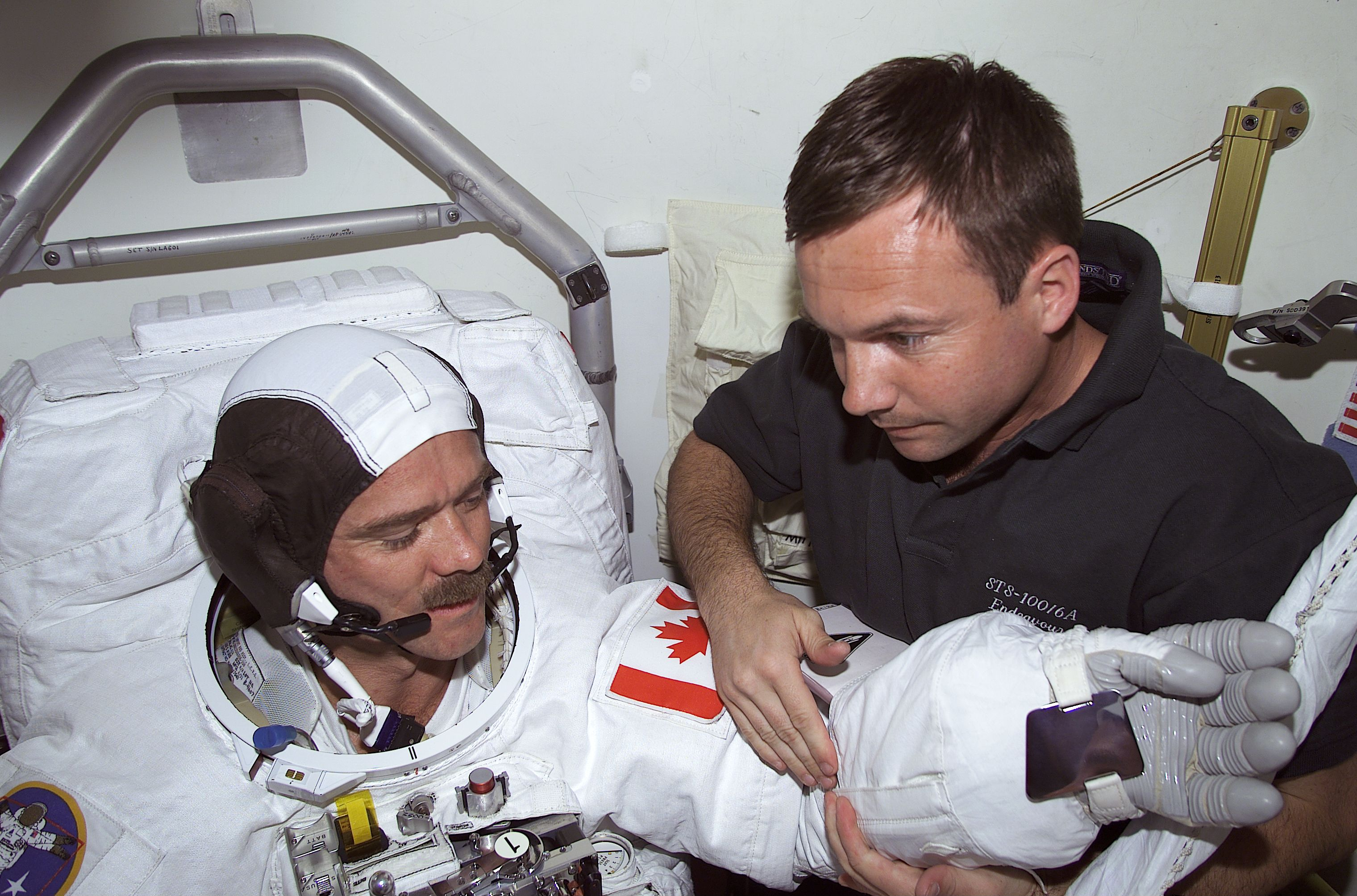
Misja STS-100. Jurij Łonczakow (z prawej) i Chris Hadfield.

Jurij Łonczakow po raz pierwszy wystartował w kosmos 19 kwietnia 2001 jako specjalista misji na pokładzie wahadłowca Endeavour. Załogą STS-100 dowodził Kent V. Rominger. Pilotem promu był Jeffrey S. Ashby, a pozostałymi specjalistami misji: Chris A. Hadfield (Kanada), John L. Phillips, Scott E. Parazynski oraz Umberto Guidoni (Włochy). Dwa dni później 21 kwietnia prom połączył się z Międzynarodową Stacją Kosmiczną. W kontenerze Raffaello, który przyłączono do stacji przywieziono ponad trzy tony ładunku. W ładowni Endeavour znalazł się również manipulator Canadarm2 (Space Station Remote Manipulator System), który astronauci zamontowali podczas dwóch spacerów kosmicznych. Rozpoczęcie pracy manipulatora zostało opóźnione aż o trzy dni z powodu awarii komputerów na ISS. W związku z tym przedłużono pobyt załogi STS-100 na stacji o 48 godzin. Ostatecznie 29 kwietnia 2001 prom rozpoczął drogę powrotną na Ziemię. W jego ładowni ponownie znalazł się kontener Raffaello. Lądowanie nastąpiło w kalifornijskiej bazie lotniczej Edwards 1 maja po blisko 12 dniach lotu.
- Sojuz TMA-1;

Drugi lot w kosmos Łonczakow rozpoczął na pokładzie statku kosmicznego Sojuz TMA-1 30 października 2002. Dowódcą misji był Siergiej Zalotin, a pierwszym inżynierem pokładowym Belg Frank De Winne. Łonczakow do załogi został włączony miesiąc przed startem, gdy skreślony został z niej kandydat na trzeciego kosmicznego turystę James L. Bass – członek zespołu N Sync. 1 listopada 2002 statek połączył się z Międzynarodową Stacją Kosmiczną, a jego załoga przeszła na pokład kompleksu orbitalnego. Sojuza TMA-1 pozostawiono do dyspozycji 5 stałej załogi ISS. Obie ekipy przeprowadziły 22 eksperymenty naukowe m.in. z biologii, geofizyki i medycyny przygotowane przez specjalistów z Rosji, Belgii i ESA. 10 listopada 2002 kosmonauci powrócili na Ziemię w kapsule Sojuza TM-34 lądując około 100 km NE od Arkałyku.

## Odznaczenia
- Medal Złotej Gwiazdy Bohatera Federacji Rosyjskiej (2003)
- Lotnik-Kosmonauta Federacji Rosyjskiej
- Order „Za zasługi dla Ojczyzny” IV klasy (2010)
- Medal „Za zasługi w podboju kosmosu” (2011, Rosja)[4]
- NASA Space Flight Medal – Stany Zjednoczone
- Universal Astronaut Insignia za lot orbitalny (nr 402) – Stowarzyszenie Uczestników Lotów Kosmicznych (Association of Space Explorers(inne języki))[5]

## Wykaz lotów
| Loty kosmiczne, w których uczestniczył Jurij W. Łonczakow                | Loty kosmiczne, w których uczestniczył Jurij W. Łonczakow | Loty kosmiczne, w których uczestniczył Jurij W. Łonczakow | Loty kosmiczne, w których uczestniczył Jurij W. Łonczakow | Loty kosmiczne, w których uczestniczył Jurij W. Łonczakow | Loty kosmiczne, w których uczestniczył Jurij W. Łonczakow | Loty kosmiczne, w których uczestniczył Jurij W. Łonczakow |
| Lp.                                                                      | Data startu                                               | Statek kosmiczny                                          | Data lądowania                                            | Statek kosmiczny                                          | Funkcja                                                   | Czas trwania                                              |
| ------------------------------------------------------------------------ | --------------------------------------------------------- | --------------------------------------------------------- | --------------------------------------------------------- | --------------------------------------------------------- | --------------------------------------------------------- | --------------------------------------------------------- |
| 1                                                                        | 19 kwietnia 2001                                          | STS-100 Endeavour F-16                                    | 1 maja 2001                                               | STS-100 Endeavour F-16                                    | Specjalista misji (MS-5)                                  | 11 dni 21 godzin 30 minut                                 |
| 2                                                                        | 30 października 2002                                      | Sojuz TMA-1                                               | 11 listopada 2002                                         | Sojuz TM-34                                               | Inżynier pokładowy 2                                      | 10 dni 20 godzin 53 minuty i 9 sekund                     |
| 3                                                                        | 12 października 2008                                      | Sojuz TMA-13                                              | 8 kwietnia 2009                                           | Sojuz TMA-13                                              | Dowódca Sojuza i inżynier pokładowy ISS                   | 178 dni 13 minut i 38 sekund                              |
| Łączny czas spędzony w kosmosie – 200 dni 18 godzin 36 minut i 47 sekund |                                                           |                                                           |                                                           |                                                           |                                                           |                                                           |